# Суркин, Валерий Андреевич
Вале́рий Андре́евич Сурки́н (род. 21 ноября 1939, Зирган, Башкирская АССР) – советский хозяйственный, государственный и политический деятель.

## Биография
Родился в 1939 году в селе Зирган. Член ВКП(б).
С 1962 года — на хозяйственной, общественной и политической работе. В 1962—1991 гг. — мастер, слесарь, инженер, начальник исследовательского бюро, заместитель главного конструктора, начальник отдела надежности, заместитель главного инженера по производству, секретарь парткома завода им. М. И. Калинина, главный инженер агрегатного производственного объединения имени М. И. Калинина, первый секретарь Свердловского райкома КПСС, первый секретарь Пермского горкома КПСС, второй секретарь Пермского обкома КПСС.
Избирался депутатом Верховного Совета РСФСР 11-го созыва.